# 佐伯正貴
佐伯 正貴（さえき まさたか、1961年4月28日 - ）は、日本の政治家。岐阜県白川町長（1期）。

## 来歴
岐阜県立白川高等学校卒業、通商産業省工業技術院に入省。1984年に工業技術院を退職し白川町役場に事務吏員として入局。企画課長、総務課長等を歴任し、2020年に白川町副町長に就任。
2022年7月に細江茂樹町長が病気療養のため辞職。それに伴い同年8月16日に告示された白川町長選に立候補。佐伯以外の立候補の届け出が無く、無投票で白川町長に当選。